# Deutschlandsberg (distrito)
| Distrito de Deutschlandsberg                                     |                                          |
| Estado                                                           | Estíria                                  |
| Capital                                                          | Deutschlandsberg                         |
| Área                                                             | 864 km²                                  |
| População                                                        | 60.821 habitantes (1 de janeiro de 2019) |
| Densidade                                                        | 70 hab./km²                              |
| Website                                                          | Site oficial                             |
| Localização de Distrito de Deutschlandsberg no estado de Estíria |                                          |
|                                                                  |                                          |

Deutschlandsberg (em alemão: Bezirk Deutschlandsberg) é um distrito da Áustria, localizado no estado da Estíria.

## Cidades e municípios
Deutschlandsberg possui 15 municípios, sendo 1 com estatuto de cidade, 10 com direito de mercado (Marktgemeinde) e o restante municípios comuns.

### Cidade
- Deutschlandsberg

### Mercados (Marktgemeinde)
- Bad Schwanberg
- Eibiswald
- Frauental an der Laßnitz
- Groß Sankt Florian
- Lannach
- Pölfing-Brunn
- Preding
- Stainz
- Wettmannstätten
- Wies

### Municípios
- Sankt Josef (Weststeiermark)
- Sankt Martin im Sulmtal
- Sankt Peter im Sulmtal
- Sankt Stefan ob Stainz